# Kosovska košarkaška reprezentacija
Kosovska košarkaška reprezentacija predstavlja državu Kosovo u športu košarci. Nastupa otkad se Kosovo osamostalilo, no nije dijelom međunarodnih športskih organizacija i udruženja, posebice košarkaških. To je ponajviše zbog snažna utjecaja Srbije koja se protivi osamostaljenju Republike Kosovo.
Krovna organizacija: Federata e Basketbollit e Kosovës (Kosovski košarkaški savez)
Glavni trener: Rami Hadar

## Sastav
Sastav iz 2008.
- Ilir Selmani
- Samir Saptahovic
- Anthony Drejaj
- Edmond Azemi
- Edis Kuraja
- Granit Rugova
- Valdet Grapci
- Florian Miftari
- Habib Ademi
- Dardan Berisha
- Naim Haxha
- Blerim Mazreku

## Nastupi na EP
- 1935. – 1991.: dijelom Jugoslavije
- 1992. – 2007.: dijelom SiCG
- 2009.: nije sudjelovala, jer nije primljena u FIBA-u
- 2011.: nije sudjelovala, jer nije primljena u FIBA-u

## Vanjske poveznice
- Kosovski košarkaški savez  Arhivirana inačica izvorne stranice od 16. svibnja 2007. (Wayback Machine)
- Eurobasket Kosovska reprezentacija